# Bryan Cantero
Bryan Cantero, né le 28 avril 1991 à Pont-de-Beauvoisin (Isère), est un athlète français spécialiste des courses de demi-fond.

## Carrière
Licencié au club de l'AS Aix-les-Bains. il est champion de France en salle du 1 500 m en 2012 et 2015. Il devient vice-champion de France le 25 juin en 3 min 44 s 87 derrière Florian Carvalho.

## Palmarès
- 2009 : vice champion d'Europe junior de Cross par équipe à Dublin (Irlande).

- 2010 : champion de France junior de cross lors des championnats de France de cross à La Roche-sur-Yon.

- 2011 : 3e par équipes espoir lors des Championnats d'Europe de cross à Velenje (Slovénie)

- 2012 : champion de France du 1 500 m lors des Championnats de France en salle 2012 à Aubière avec un temps de 3 min 44 secondes 46. Il prend la 7e place du cross court lors des championnats de France de cross, à La Roche sur Yon.
- 2015 : champion de France Indoor du 1500m à Aubière et vice champion de France Elite du 1500m lors des championnats de France 2015 à Villeneuve-d'Ascq.

- 2016 : champion de France de cross court lors des championnats de France de cross au Mans.